# 曾鳳韶
曾鳳韶（1375年—1402年），江西行省吉安府廬陵縣（今江西吉安）人，明朝政治人物。

## 生平
洪武三十年（1397年），中春榜二甲第十三名进士。建文年间，担任监察御史，并弹劾燕王朱棣驰御道不拜。朱棣称帝时，以御史召见，不赴；后加至侍郎，仍不拜。于是刺血书、并叮嘱妻子勿换衣服，之后自杀，年仅二十九岁。其妻李氏亦上吊自杀。福王时，谥号忠毅。